# 20e étape du Tour d'Espagne 2013
La 20e étape du Tour d'Espagne 2013 s'est déroulée le samedi 14 septembre 2013, entre Avilés et l'Angliru sur une distance de 142,2 km.

## Résultats

### Classement de l'étape
| Classement de la 20e étape | Classement de la 20e étape | Classement de la 20e étape | Classement de la 20e étape | Classement de la 20e étape |
|                            | Coureur                    | Pays                       | Équipe                     | Temps                      |
| -------------------------- | -------------------------- | -------------------------- | -------------------------- | -------------------------- |
| 1er                        | Kenny Elissonde            | France                     | FDJ.fr                     | en 3 h 55 min 36 s         |
| 2e                         | Christopher Horner         | États-Unis                 | RadioShack-Leopard         | + 26 s                     |
| 3e                         | Alejandro Valverde         | Espagne                    | Movistar                   | + 54 s                     |
| 4e                         | Vincenzo Nibali            | Italie                     | Astana                     | + 54 s                     |
| 5e                         | André Cardoso              | Portugal                   | Caja Rural-Seguros RGA     | + 54 s                     |
| 6e                         | Dominik Nerz               | Allemagne                  | BMC Racing                 | + 54 s                     |
| 7e                         | José Mendes                | Portugal                   | NetApp-Endura              | + 1 min 15 s               |
| 8e                         | Joaquim Rodríguez          | Espagne                    | Katusha                    | + 1 min 45 s               |
| 9e                         | Serge Pauwels              | Belgique                   | Omega Pharma-Quick Step    | + 1 min 52 s               |
| 10e                        | Thibaut Pinot              | France                     | FDJ.fr                     | + 1 min 59 s               |
| modifier                   |                            |                            |                            |                            |

### Points attribués
| Sprint intermédiaire de Trubia (km 66) | Sprint intermédiaire de Trubia (km 66) | Sprint intermédiaire de Trubia (km 66) | Sprint intermédiaire de Trubia (km 66) | Sprint intermédiaire de Trubia (km 66) |
| -------------------------------------- | -------------------------------------- | -------------------------------------- | -------------------------------------- | -------------------------------------- |
|                                        | Coureur                                | Pays                                   | Équipe                                 | Point(s)                               |
| 1er                                    | Nicolas Edet                           | France                                 | Cofidis                                | 4                                      |
| 2e                                     | Vasil Kiryienka                        | Biélorussie                            | Sky                                    | 2                                      |
| 3e                                     | Antonio Piedra                         | Espagne                                | Caja Rural-Seguros RGA                 | 1                                      |
| modifier                               |                                        |                                        |                                        |                                        |

| Sprint intermédiaire de Mieres (km 104,6) | Sprint intermédiaire de Mieres (km 104,6) | Sprint intermédiaire de Mieres (km 104,6) | Sprint intermédiaire de Mieres (km 104,6) | Sprint intermédiaire de Mieres (km 104,6) |
| ----------------------------------------- | ----------------------------------------- | ----------------------------------------- | ----------------------------------------- | ----------------------------------------- |
|                                           | Coureur                                   | Pays                                      | Équipe                                    | Point(s)                                  |
| 1er                                       | Antonio Piedra                            | Espagne                                   | Caja Rural-Seguros RGA                    | 4                                         |
| 2e                                        | Diego Ulissi                              | Italie                                    | Lampre-Merida                             | 2                                         |
| 3e                                        | Imanol Erviti                             | Espagne                                   | Movistar                                  | 1                                         |
| modifier                                  |                                           |                                           |                                           |                                           |

| \| Classement de l'étape \| Classement de l'étape \| Classement de l'étape \| Classement de l'étape \| Classement de l'étape \| \| --------------------- \| --------------------- \| --------------------- \| ----------------------- \| --------------------- \| \| \| Coureur \| Pays \| Équipe \| Point(s) \| \| 1er \| Kenny Elissonde \| France \| FDJ.fr \| 25 \| \| 2e \| Christopher Horner \| États-Unis \| RadioShack-Leopard \| 20 \| \| 3e \| Alejandro Valverde \| Espagne \| Movistar \| 16 \| \| 4e \| Vincenzo Nibali \| Italie \| Astana \| 14 \| \| 5e \| André Cardoso \| Portugal \| Caja Rural-Seguros RGA \| 12 \| \| 6e \| Dominik Nerz \| Allemagne \| BMC Racing \| 10 \| \| 7e \| José Mendes \| Portugal \| NetApp-Endura \| 9 \| \| 8e \| Joaquim Rodríguez \| Espagne \| Katusha \| 8 \| \| 9e \| Serge Pauwels \| Belgique \| Omega Pharma-Quick Step \| 7 \| \| 10e \| Thibaut Pinot \| France \| FDJ.fr \| 6 \| \| 11e \| David Arroyo \| Espagne \| Caja Rural-Seguros RGA \| 5 \| \| 12e \| Domenico Pozzovivo \| Italie \| AG2R La Mondiale \| 4 \| \| 13e \| Daniel Moreno \| Espagne \| Katusha \| 3 \| \| 14e \| Samuel Sánchez \| Espagne \| Euskaltel Euskadi \| 2 \| \| modifier \| \| \| \| \| |                    |            |                         |          |
| Classement de l'étape |                    |            |                         |          |
| | Coureur            | Pays       | Équipe                  | Point(s) |
| 1er | Kenny Elissonde    | France     | FDJ.fr                  | 25       |
| 2e | Christopher Horner | États-Unis | RadioShack-Leopard      | 20       |
| 3e | Alejandro Valverde | Espagne    | Movistar                | 16       |
| 4e | Vincenzo Nibali    | Italie     | Astana                  | 14       |
| 5e | André Cardoso      | Portugal   | Caja Rural-Seguros RGA  | 12       |
| 6e | Dominik Nerz       | Allemagne  | BMC Racing              | 10       |
| 7e | José Mendes        | Portugal   | NetApp-Endura           | 9        |
| 8e | Joaquim Rodríguez  | Espagne    | Katusha                 | 8        |
| 9e | Serge Pauwels      | Belgique   | Omega Pharma-Quick Step | 7        |
| 10e | Thibaut Pinot      | France     | FDJ.fr                  | 6        |
| 11e | David Arroyo       | Espagne    | Caja Rural-Seguros RGA  | 5        |
| 12e | Domenico Pozzovivo | Italie     | AG2R La Mondiale        | 4        |
| 13e | Daniel Moreno      | Espagne    | Katusha                 | 3        |
| 14e | Samuel Sánchez     | Espagne    | Euskaltel Euskadi       | 2        |
| modifier |                    |            |                         |          |

### Cols et côtes
| Alto de la Cabruñan (km 46) 3e catégorie | Alto de la Cabruñan (km 46) 3e catégorie | Alto de la Cabruñan (km 46) 3e catégorie | Alto de la Cabruñan (km 46) 3e catégorie | Alto de la Cabruñan (km 46) 3e catégorie |
| ---------------------------------------- | ---------------------------------------- | ---------------------------------------- | ---------------------------------------- | ---------------------------------------- |
|                                          | Coureur                                  | Pays                                     | Équipe                                   | Point(s)                                 |
| 1er                                      | Nicolas Edet                             | France                                   | Cofidis                                  | 3                                        |
| 2e                                       | André Cardoso                            | Portugal                                 | Caja Rural-Seguros RGA                   | 2                                        |
| 3e                                       | Antonio Piedra                           | Espagne                                  | Caja Rural-Seguros RGA                   | 1                                        |
| modifier                                 |                                          |                                          |                                          |                                          |

| Alto de Tenebredo (km 79) 2e catégorie | Alto de Tenebredo (km 79) 2e catégorie | Alto de Tenebredo (km 79) 2e catégorie | Alto de Tenebredo (km 79) 2e catégorie | Alto de Tenebredo (km 79) 2e catégorie |
| -------------------------------------- | -------------------------------------- | -------------------------------------- | -------------------------------------- | -------------------------------------- |
|                                        | Coureur                                | Pays                                   | Équipe                                 | Point(s)                               |
| 1er                                    | Nicolas Edet                           | France                                 | Cofidis                                | 5                                      |
| 2e                                     | Vasil Kiryienka                        | Biélorussie                            | Sky                                    | 3                                      |
| 3e                                     | David Arroyo                           | Espagne                                | Caja Rural-Seguros RGA                 | 1                                      |
| modifier                               |                                        |                                        |                                        |                                        |

| Alto del Cordal (km 121) 1re catégorie | Alto del Cordal (km 121) 1re catégorie | Alto del Cordal (km 121) 1re catégorie | Alto del Cordal (km 121) 1re catégorie | Alto del Cordal (km 121) 1re catégorie |
| -------------------------------------- | -------------------------------------- | -------------------------------------- | -------------------------------------- | -------------------------------------- |
|                                        | Coureur                                | Pays                                   | Équipe                                 | Point(s)                               |
| 1er                                    | Paolo Tiralongo                        | Italie                                 | Astana                                 | 10                                     |
| 2e                                     | Kenny Elissonde                        | France                                 | FDJ.fr                                 | 6                                      |
| 3e                                     | André Cardoso                          | Portugal                               | Caja Rural-Seguros RGA                 | 4                                      |
| 4e                                     | Dominik Nerz                           | Allemagne                              | BMC Racing                             | 2                                      |
| 5e                                     | Jakob Fuglsang                         | Danemark                               | Astana                                 | 1                                      |
| modifier                               |                                        |                                        |                                        |                                        |

| Alto de l'Angliru (km 142) Hors catégorie | Alto de l'Angliru (km 142) Hors catégorie | Alto de l'Angliru (km 142) Hors catégorie | Alto de l'Angliru (km 142) Hors catégorie | Alto de l'Angliru (km 142) Hors catégorie |
| ----------------------------------------- | ----------------------------------------- | ----------------------------------------- | ----------------------------------------- | ----------------------------------------- |
|                                           | Coureur                                   | Pays                                      | Équipe                                    | Point(s)                                  |
| 1er                                       | Kenny Elissonde                           | France                                    | FDJ.fr                                    | 15                                        |
| 2e                                        | Christopher Horner                        | États-Unis                                | RadioShack-Leopard                        | 10                                        |
| 3e                                        | Alejandro Valverde                        | Espagne                                   | Movistar                                  | 6                                         |
| 4e                                        | Vincenzo Nibali                           | Italie                                    | Astana                                    | 4                                         |
| 5e                                        | André Cardoso                             | Portugal                                  | Caja Rural-Seguros RGA                    | 2                                         |
| 6e                                        | Dominik Nerz                              | Allemagne                                 | BMC Racing                                | 1                                         |
| modifier                                  |                                           |                                           |                                           |                                           |

## Classements à l'issue de l'étape

### Classement général
| Classement général | Classement général | Classement général | Classement général | Classement général |
|                    | Coureur            | Pays               | Équipe             | Temps              |
| ------------------ | ------------------ | ------------------ | ------------------ | ------------------ |
| 1er                | Christopher Horner | États-Unis         | RadioShack-Leopard | en 81 h 52 min 1 s |
| 2e                 | Vincenzo Nibali    | Italie             | Astana             | + 37 s             |
| 3e                 | Alejandro Valverde | Espagne            | Movistar           | + 1 min 36 s       |
| 4e                 | Joaquim Rodríguez  | Espagne            | Katusha            | + 3 min 22 s       |
| 5e                 | Nicolas Roche      | Irlande            | Saxo-Tinkoff       | + 7 min 11 s       |
| 6e                 | Domenico Pozzovivo | Italie             | AG2R La Mondiale   | + 8 min            |
| 7e                 | Thibaut Pinot      | France             | FDJ.fr             | + 8 min 41 s       |
| 8e                 | Samuel Sánchez     | Espagne            | Euskaltel Euskadi  | + 9 min 51 s       |
| 9e                 | Leopold König      | Tchéquie           | NetApp-Endura      | + 10 min 11 s      |
| 10e                | Daniel Moreno      | Espagne            | Katusha            | + 13 min 11 s      |
| modifier           |                    |                    |                    |                    |

### Classement par points
| Classement par points | Classement par points | Classement par points | Classement par points | Classement par points |
| --------------------- | --------------------- | --------------------- | --------------------- | --------------------- |
|                       | Coureur               | Pays                  | Équipe                | Point(s)              |
| 1er                   | Alejandro Valverde    | Espagne               | Movistar              | 152 points            |
| 2e                    | Christopher Horner    | États-Unis            | RadioShack-Leopard    | 126 pts               |
| 3e                    | Joaquim Rodríguez     | Espagne               | Saxo-Tinkoff          | 125 pts               |
| modifier              |                       |                       |                       |                       |

### Classement du meilleur grimpeur
| Classement du meilleur grimpeur | Classement du meilleur grimpeur | Classement du meilleur grimpeur | Classement du meilleur grimpeur | Classement du meilleur grimpeur |
| ------------------------------- | ------------------------------- | ------------------------------- | ------------------------------- | ------------------------------- |
|                                 | Coureur                         | Pays                            | Équipe                          | Point(s)                        |
| 1er                             | Nicolas Edet                    | France                          | Cofidis                         | 46 points                       |
| 2e                              | Christopher Horner              | États-Unis                      | RadioShack-Leopard              | 32 pts                          |
| 3e                              | Daniele Ratto                   | Italie                          | Cannondale                      | 30 pts                          |
| modifier                        |                                 |                                 |                                 |                                 |

### Classement du combiné
| Classement du combiné | Classement du combiné | Classement du combiné | Classement du combiné | Classement du combiné |
| --------------------- | --------------------- | --------------------- | --------------------- | --------------------- |
|                       | Coureur               | Pays                  | Équipe                | Point(s)              |
| 1er                   | Christopher Horner    | États-Unis            | RadioShack-Leopard    | 5 points              |
| 2e                    | Vincenzo Nibali       | Italie                | Astana                | 13 pts                |
| 3e                    | Alejandro Valverde    | Espagne               | Movistar              | 17 pts                |
| modifier              |                       |                       |                       |                       |

### Classement par équipes
| Classement par équipes | Classement par équipes | Classement par équipes | Classement par équipes |
|                        | Équipe                 | Pays                   | Temps                  |
| ---------------------- | ---------------------- | ---------------------- | ---------------------- |
| 1re                    | Euskaltel Euskadi      | Espagne                | en 245 h 17 min 26 s   |
| 2e                     | Movistar               | Espagne                | + 1 min 2 s            |
| 3e                     | Astana                 | Kazakhstan             | + 1 min 30 s           |
| modifier               |                        |                        |                        |

## Abandons
- Thierry Hupond (Argos-Shimano) : abandon
- Salvatore Puccio (Sky) : non-partant